# ザ・フューネラル・アルバム
『ザ・フューネラル・アルバム』（The Funeral Album）は、フィンランドのヘヴィメタル・バンド、センテンストが2005年に発表した8作目にして最後のスタジオ・アルバム。

## 背景
バンドは2004年に解散を決意し、2005年2月に公式サイトを通じて解散を発表した。メンバーのサミ・ロパッカは、この声明において「言うなればこれは5人の集団自殺で、ニュー・アルバムは俺達の遺言のようなものさ」「俺の目からすれば、俺達は物別れしたんじゃなくて、ただ共同でのレコーディング・キャリアは終わるんだ。この2つの違いは大きいよ」とコメントしている。
前々作『クリムゾン』（2000年）、前作『ザ・コールド・ホワイト・ライト』（2002年）に引き続き、ヒーリ・ヒーレスマーがプロデューサーに起用された。

## 反響・評価
母国フィンランドでは、本作からの先行シングル「エヴァー・フロスト」が2005年第18週のシングル・チャートで初登場1位となり、6週連続でトップ20入りした。そして、本作は2005年第22週のアルバム・チャートで初登場1位となり、『クリムゾン』（2000年）より3作連続で1位獲得を果たした。
ドイツのアルバム・チャートでは49位を記録し、『クリムゾン』から3作連続でトップ50入りを果たした。オーストリアでは2005年6月12日付のアルバム・チャートで59位を記録し、同国において唯一のチャート入りを果たした。
Scott AlisogluはBlabbermouth.netにおいて10点満点中7.5点を付け「私がそうであるように、『クリムゾン』と『ザ・コールド・ホワイト・ライト』のファンなら『ザ・フューネラル・アルバム』も楽しめることだろう。両方のアルバムの持ち味が、このアルバムでも聴ける」と評している。

## 収録曲
特記なき楽曲は作詞：サミ・ロパッカ、作曲：ミーカ・テンクラ&センテンスト。
1. メイ・トゥデイ・ビカム・ザ・デイ - May Today Become the Day – 4:00
2. エヴァー・フロスト - Ever-Frost – 4:18
3. ウィ・アー・バット・フォーリング・リーヴス - We Are But Falling Leaves – 4:28
4. ハー・ラスト・ファイヴ・ミニッツ - Her Last 5 Minutes – 5:40
  - 作詞：サミ・ロパッカ／作曲：サミ・ロパッカ&センテンスト
5. ウェア・ウォーターズ・フォール・フローズン - Where Waters Fall Frozen – 0:58
  - 作曲：センテンスト
6. ディスペア・リドゥン・ハーツ - Despair-Ridden Hearts – 3:40
7. ヴェンジェンス・イズ・マイン - Vengeance Is Mine – 4:15
8. ア・ロング・ウェイ・トゥ・ノーウェア - A Long Way to Nowhere – 3:26
9. コンシダー・アス・デッド - Consider Us Dead – 4:51
  - 作詞：ヴィレ・レイヒアラ／作曲：ヴィレ・レイヒアラ&センテンスト
10. ロウアー・ザ・フラッグス - Lower the Flags – 3:34
11. ドレイン・ミー - Drain Me – 4:33
  - 作詞：ヴィレ・レイヒアラ／作曲：ヴィレ・レイヒアラ&センテンスト
12. カル - Karu – 1:03
13. エンド・オヴ・ザ・ロード - End of the Road – 5:02

### 日本盤ボーナス・トラック
1. ネペンテス（ライヴ） - Nepenthe (live) – 4:16
  - 作詞：タネリ・ヤルヴァ／作曲：ミーカ・テンクラ&センテンスト
2. ブリーフ・イズ・ザ・ライト（ライヴ） - Brief Is the Light (live) – 4:47

## 参加ミュージシャン
- ヴィレ・レイヒアラ - ボーカル
- ミーカ・テンクラ - リードギター
- サミ・ロパッカ - ギター
- サミ・クッコーヴィ - ベース
- ヴェサ・ランタ - ドラムス

アディショナル・ミュージシャン
- ヒーリ・ヒーレスマー - パーカッション
- Kimmo Härmä - アディショナル・ボーカル
- Pasi Puolakka - ハーモニカ(on #5)
- Ismo Koskela - クワイア・リーダー(on #7, #13)
- Musarit - クワイア(on #7, #13)